# Conservation, restaurations et ostensions du Suaire de Turin

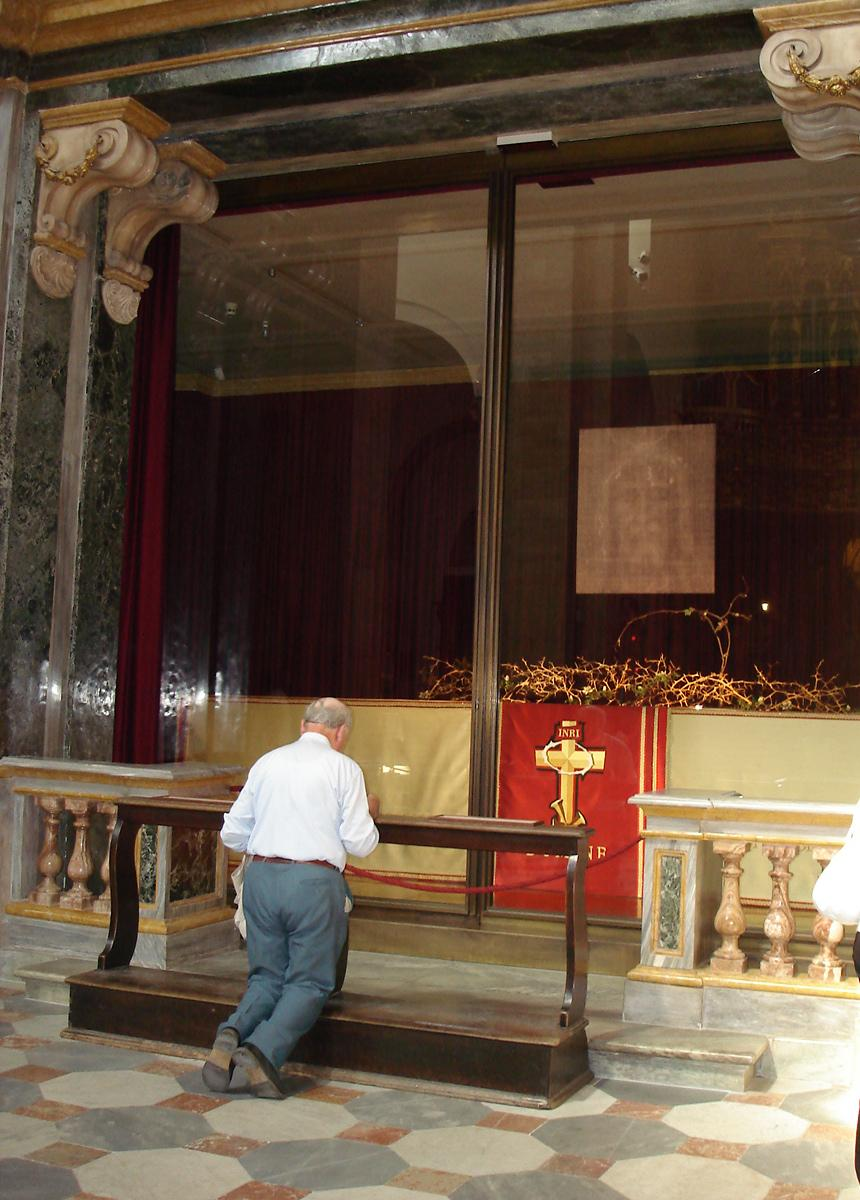
Un chrétien devant la chapelle de Guarini (2006).

Le Suaire de Turin étant l'« artefact le plus étudié de l'histoire » et un objet de grande piété populaire, sa conservation, ses restaurations et ses ostensions sont un enjeu primordial aussi bien pour l'Église catholique (son jaunissement progressif dû à l’oxydation du tissu entraîne une réduction de la visibilité de l’image) que pour les sindonologues (ses altérations et contaminations sont fréquemment incriminées lors des débats sur l'authenticité de ce tissu). Au cours des derniers siècles, le linceul, entre deux ostensions, est conservé plié sur lui-même dans un coffret-reliquaire fabriqué au XVIe siècle, puis enroulé sur un cylindre de bois, ce qui n'a pu empêcher les dégradations et les tensions sur le tissu. Il est conservé aujourd'hui dans la chapelle de Guarini de la cathédrale Saint-Jean-Baptiste de Turin où il repose dans une châsse étanche à l'abri de l'air et de la lumière, en verre blindé et feuilleté, censé le préserver du point de vue chimique et biologique.

## Ostensions

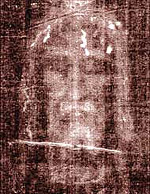
Négatif de Secondo Pia qui relance la dévotion pour la Sainte Face.

Le suaire apparaît en Champagne vers 1357 à Lirey, où il fait l'objet d'expositions privées et ostensions publiques qui deviennent de plus en plus fréquentes, voire annuelles lors des dimanches de Pâques à partir de 1418. Conservé alors dans la collégiale Notre-Dame de Saint-Hippolyte, il est exposé en un point de la berge du Doubs appelé encore aujourd'hui le Pré du Seigneur. Après 1471, le linceul est souvent déplacé, à Verceil, Turin, Ivrée, Suse, Chambéry, Avigliano, Rivoli et Pignerol. Sa dévotion devient publique et officielle lorsque le pape Jules II institue en 1506 un office et une fête du Saint-Suaire déclaré « unique linceul dans lequel Notre Seigneur Jésus-Christ lui-même fut envoyé au tombeau », le Saint-Suaire gagnant une réputation internationale face aux nombreux linceuls qui revendiquent à cette époque être le vrai linceul de Jésus. Devenu la propriété de la Maison de Savoie, il est conservé depuis 1578 dans la cathédrale de Turin où il fait alors l'objet d'ostensions quasi annuelles pour devenir plus exceptionnelles à partir du XVIIe siècle : exposé en public seize fois au cours de ce siècle (généralement pour célébrer un mariage royal, la venue du pape ou pour sa valeur propitiatoire contre les épidémies), neuf fois au XVIIIe siècle (le siècle des Lumières voyant un déclin du culte des reliques), cinq fois au XIXe siècle. Le linceul connaît alors un certain désintérêt même au niveau local, jusqu'à l'ostension du 25 mai au 2 juin 1898 à l'occasion du cinquantenaire de la constitution italienne, qui voit Secondo Pia, photographe officiel de l'Exposition d'Art sacré à Turin, obtenir l'autorisation de prendre des clichés de l'icône. Sa photographie réussie le 28 mai précise des détails invisibles à l'œil nu sur la relique, inaugurant une ère d'étude scientifique qui continue toujours (notamment pour déterminer son origine ou son authenticité) et relançant l'intérêt populaire pour le suaire qui répond à une logique de recharge sacrale.

### Ostensions auXXesiècle
- 3 au 24 mai 1931 : à l'occasion du mariage de l'héritier du trône,Humbert, prince de Piemont avec la princesse Marie-José de Belgique. Le Saint-Suaire est photographié pour la deuxième fois par Giuseppe Enrie, après les clichés de Secondo Pia en 1898.
- 24 septembre au 15 octobre 1933 : demandée par le Pape Pie XI à l'occasion du dix-neuvième centenaire de la résurrection de Jésus.
- 23 novembre 1973 : à l'occasion du centenaire de la naissance de Thérèse de Lisieux, selon la volonté de Paul VI, première ostension télévisée en direct dans le Salon des Suisses du Palazzo Reale.
- 26 août au 8 octobre 1978 : à l'occasion du quatrième centenaire du transfert du Suaire de Chambéry à Turin.
- 18 avril au 14 juin 1998 : pour célébrer le centenaire de la première photographie du Saint-Suaire par Secondo Pia.
- 12 août au 22 octobre 2000 : ostension à l'occasion du Jubilé de l'an 2000 organisé pour célébrer le deux millième anniversaire de la naissance de Jésus.

### Ostensions auXXIesiècle

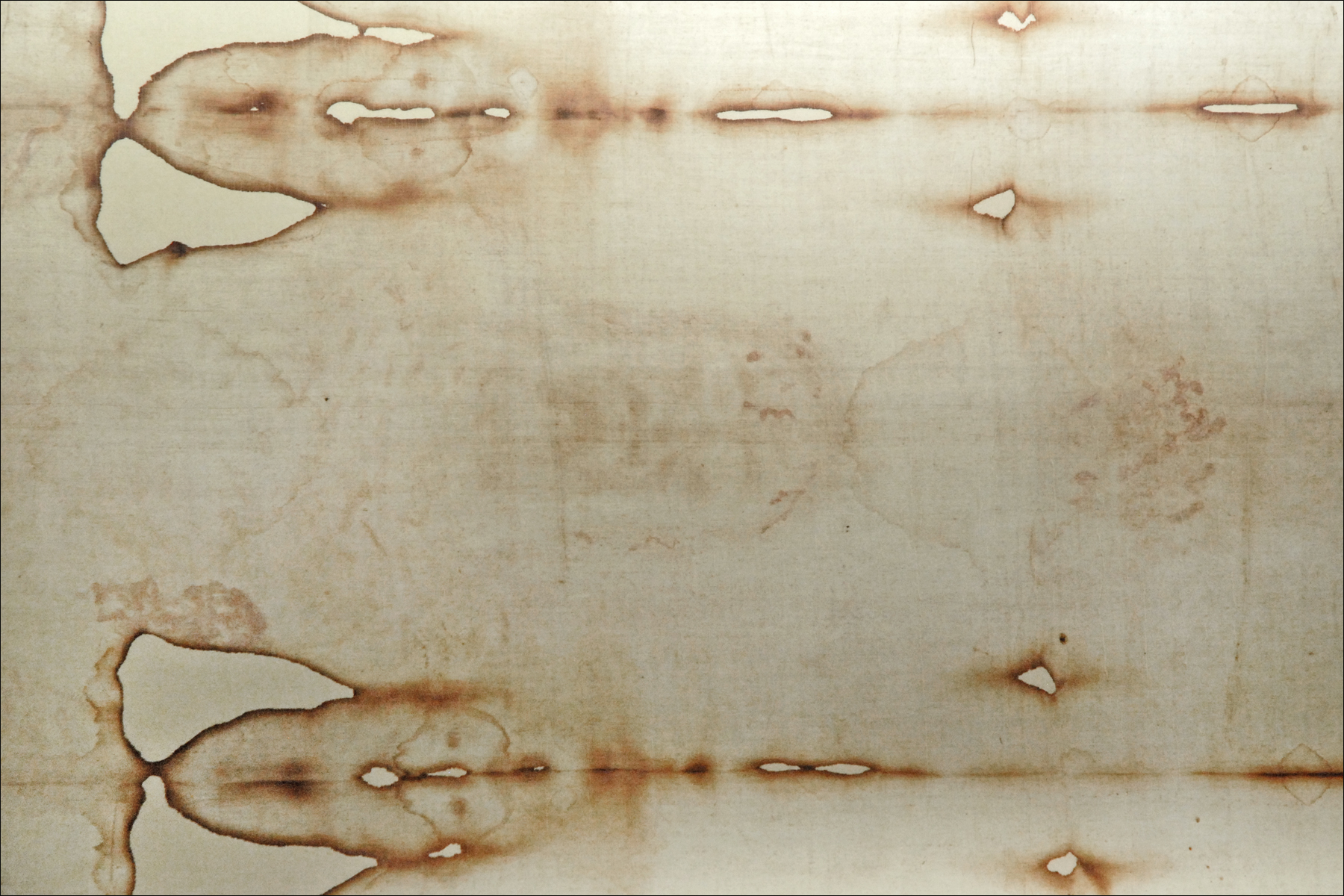
Copie du Saint-Suaire donnée à la basilique Sainte-Croix-de-Jérusalem en 2002 par l'Archidiocèse de Turin.

- 10 avril au 23 mai 2010 : alors que la prochaine ostension publique n'est pas prévue avant l'année sainte de 2025, cette exposition est avancée pour donner l'occasion aux pèlerins de voir les résultats de la restauration controversée du linceul en 2002. À cette occasion, la ville de Turin reçoit 2 113 128 visiteurs[8], en majorité des Italiens, mais aussi 15 % d'étrangers, souvent des Français ainsi que 15 000 Polonais et 3 000 Russes[9]. Le pape Benoît XVI a évoqué une occasion propice pour contempler ce mystérieux visage, qui parle silencieusement au cœur des hommes, en les invitant à y reconnaître le visage de Dieu[10].
- 30 mars 2013 : deuxième ostension télévisée en direct à l'occasion de l'« Année de la Foi » promulguée pour le cinquantième anniversaire de l'ouverture du concile Vatican II et du quarantième anniversaire de la première ostension télévisée. Au cours de la cérémonie présidée par l'archevêque Cesare Nosiglia, le pape François donne un vidéo-message dans lequel il invite à vénérer cette « icône d'un homme flagellé, crucifié »[11].
- 19 avril au 24 juin 2015 : à l'occasion du bi-centenaire de la naissance de Don Bosco, l'ostension débute pendant les fêtes pascales et dure jusqu'au 24, fête de Jean le Baptiste, patron de Turin. À cette occasion, la ville attend près d’un million de visiteurs qui peuvent voir le linge maintenu derrière une vitrine climatisée et blindée[12]. Au nombre des pèlerins, le pape François qui prie devant le Saint-Suaire le 21 juin 2015[13]. Comme ses prédécesseurs Jean Paul II et Benoît XVI, le pape ne se prononce pas sur l'authenticité du linceul, le qualifiant d’icône à vénérer et non de relique[14].
- 11 avril 2020 à 17 h 00 : dans le contexte de la pandémie de Covid-19, l'archevêque de Turin, Mgr Cesare Nosiglia, en accord avec le Pape François, décide d'une ostension exceptionnelle du Saint-Suaire[15],[16].

L'ostension suivante est prévue lors du 43e rassemblement de la communauté de Taizé à Turin du 28 décembre 2020 au 1er janvier 2021.
À noter qu'il existe de nombreuses répliques conformes à l’original qui sont régulièrement exposées dans les églises, bibliothèques ou musées. Ainsi en 2014, le diocèse de Turin offre deux copies à celui de Chambéry, les deux répliques étant désormais visibles à la Sainte-Chapelle et à la cathédrale Saint-François-de-Sales.

## Restaurations

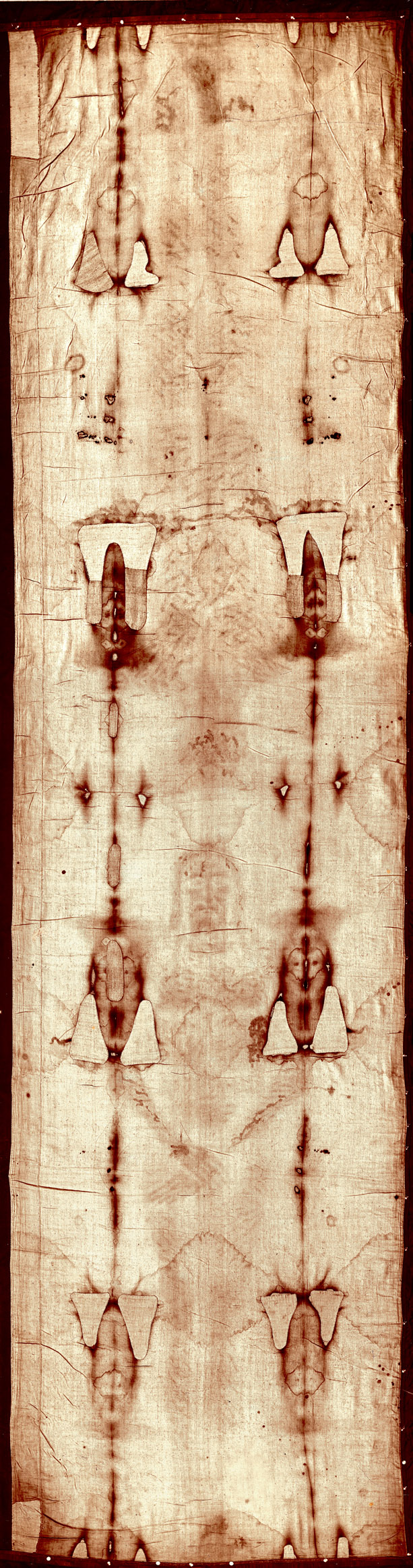
Le linceul de Turin photographié par Giuseppe Enrie.

Dans la nuit du 3 au 4 décembre 1532, le suaire est pris dans un incendie dans la chapelle du château des ducs de Savoie à Chambéry. Là où le tissu est troué, les Clarisses le rapiècent en 1534 et le renforcent en cousant sur sa face postérieure une « toile de Hollande ».
Au cours des siècles suivants, le tissu subit beaucoup d’autres interventions, des pièces étant remplacées, reprisées et raccommodées.
Dans la nuit du 11 au 12 avril 1997, le linceul subit un nouvel incendie d'origine criminelle qui ravage la cathédrale de Turin. Il est sauvé par le pompier Mario Trematore qui, grâce à un marteau, « réussit à briser miraculeusement les vitres blindées indestructibles ». Le linceul est intact mais cet incendie accélère le programme des travaux conservatoires commencé en 1992 après que l'archevêque de Turin Giovanni Saldarini eut formé une commission scientifique internationale experte en conservation et restauration de tissus anciens.
Une restauration controversée est menée dans le plus grand secret pour des raisons de sécurité (après les attentats du 11 septembre 2001) entre le 20 juin et le 22 juillet 2002 dans la Sacristie Nouvelle (Sacrestia Nuova) du palais San Giovanni (it). Autorisée par l'archevêché de Turin en tant que mesure conservatoire bénéfique, cette opération est justifiée par la crainte que le tissu carbonisé autour des trous provoqués par les brûlures ne cause une oxydation progressive, ce qui constituerait une menace pour l'image. La trentaine de rapiècements des Clarisses est ôtée et non remplacée, la toile de Hollande remplacée par un tissu plus clair, des débris de tissu carbonisés retirés et conservés, le linge est aspiré pour retirer les poussières carbonisées accumulées derrière les patchs de rapiècement, enfin le linge est étiré mécaniquement pour éliminer les plis, ce qui provoque une augmentation d'environ 5 centimètres en longueur et 2 cm en largeur. Ces opérations menées principalement par Mechthild Flury-Lemberg sont vivement critiquées par des sindonologues qui regrettent que des tests n'aient pas été effectués à cette occasion. Cependant, l'aspiration de poussière à cette occasion a dû collecter du pollen et des fibres qui sont censés avoir été conservés pour des tests futurs.
En 2003, la restauratrice principale, Mechthild Flury-Lemberg, experte en textiles, publie un livre où elle décrit les raisons et le déroulement de l'opération. En 2005, William Meacham, un archéologue, répond dans un livre intitulé The Rape of the Turin Shroud (trad. Le Viol du Suaire de Turin). Il y rejette les raisons fournies par Mechthild Flury-Lemberg et parle de « désastre pour l'étude scientifique de la relique ».

## Conservation actuelle
Le suaire est conservé dans deux châsses à haute technologie constituées de verre antiprojectiles (glace multicouche de sécurité), étanches, sous atmosphère de gaz rare inerte (99.5% d'argon et 0.5% d'oxygène), à l'abri de l'air et de la lumière, maintenues dans des conditions climatiques (pression, température, humidité, etc.) constantes. Achevées en 2000, l'une est dans la chapelle de Guarini dans le transept gauche de la cathédrale Saint-Jean-Baptiste de Turin pour la « conservation ordinaire », l'autre pour les ostensions publiques, généralement dans la nef. La châsse de verre dans la chapelle est recouverte d'un drap en tissu résistant au feu, le linceul n'étant ainsi pas visible. La châsse pour les ostensions est placée sur un chariot métallique doté de roues pivotantes et de pieds relevables, et d'un système permettant la rotation de la position horizontale du suaire à la position verticale.